# Arthur Celeste
Arthur F. Celeste (* 14. Dezember 1962 in Bolinao, Provinz Pangasinan, Philippinen) ist ein philippinischer Politiker.

## Biografie
Celeste, der von Beruf Geschäftsmann ist, ist seit 2001 Abgeordneter des Repräsentantenhauses der Philippinen (Kapulungán ng mgá Kinatawán ng Pilipinas or Mababang Kapulungan ng Kongreso). In diesem vertritt er den Wahlbezirk I (1st District) der Provinz Pangasinan.
Im aktuellen 14. Kongress ist er Vorsitzender des Ausschusses für Nationale Verteidigung und Sicherheit. Außerdem ist er Stellvertretender Vorsitzender der Ausschüsse für Agrarreform sowie für das Wachstum von Nordluzon (North Luzon Growth Quadrangle). Des Weiteren ist er Vertreter der Mehrheit Mitglied der Ausschüsse für Gefährliche Drogen, Informations- und Kommunikationstechnologie, Interparlamentarische Beziehungen und Diplomatie, Öffentliche Information, Öffentliche Arbeiten und Autobahnen (Highways) sowie Verkehr.